# Грант, Эдди
Эдмонд Монтегю Грант (англ. Edmond Montague Grant; род 5 марта 1948, Плезанс, Гайана) — британский регги-певец. С 1965 года Грант был гитаристом группы The Equals, а после занялся сольной деятельностью. Его песни «I Don't Wanna Dance» и «Gimme Hope Jo'anna» возглавили несколько международных чартов.

## Биография
Эдмонд Монтегю Грант родился в деревне Плезанс, Гайана. Его отцом был Александр Патрик Грант (ум. 2009). У Эдмонда есть братья Руди и Алпайн, оба также музыканты. В 1960 году семья переехала в Лондон.
В 1965 году Грант основал группу The Equals, где стал гитаристом. Помимо него в The Equals входили барабанщик Джон Холл, гитаристы Линкольн Гордон и Пэт Ллойд, а также вокалист Дерв Гордон. Наибольшую известность группе принесла композиция «Baby, Come Back», достигшая первого места в чарте Великобритании.
В 1971 году Грант оставил группу и занялся сольной деятельностью. В 1975 году вышел его первый альбом Eddy Grant. В 1980 году песня Гранта «Do You Feel My Love» с альбома Can’t Get Enough получила сертификацию серебряной в Великобритании.
В 1982 году альбом певца Killer on the Rampage достиг 7 позиции в чарте Великобритании. Сингл с этого альбома «Electric Avenue» достиг второго места в Соединённом Королевстве и США. Композиция получила в Великобритании сертификацию серебряной, а в США — платиновой. Другая песня с этого же альбома «I Don't Wanna Dance» возглавила британский чарт и удерживала первое место в течение трёх недель, затем получив сертификацию серебряной.
В 1988 году вышел сингл Гранта «Gimme Hope Jo'anna», посвященный борьбе с апартеидом. Композиция была запрещена к воспроизведению в ЮАР, но несмотря на это получила широкую популярность у чернокожего населения.
В 2008 году Грант выступил на 90-летии Нельсона Манделы. После этого исполнитель впервые за 25 лет отправился в мировой тур.
Эдди Грант несколько раз появлялся на гайанских марках.

## Дискография
| Год  | Название                                                  | Наивысшая позиция в чартах | Наивысшая позиция в чартах | Наивысшая позиция в чартах |
| Год  | Название                                                  | UK                         | NZ                         | US                         |
| ---- | --------------------------------------------------------- | -------------------------- | -------------------------- | -------------------------- |
| 1975 | Eddy Grant - Лейбл: Torpedo Records                       | -                          | -                          | -                          |
| 1977 | Message Man - Лейбл: Ice Records                          | -                          | -                          | -                          |
| 1979 | Walking on Sunshine - Лейбл: Epic/CBS Records             | -                          | -                          | -                          |
| 1980 | Love in Exile/ My Turn To Love You - Лейбл: Ice Records   | -                          | -                          | -                          |
| 1981 | Can't Get Enough - Лейбл: Ice Records                     | 39                         | 43                         | -                          |
| 1982 | Killer on the Rampage - Лейбл: Portrait/CBS Records       | 7                          | 9                          | 10                         |
| 1984 | Going for Broke - Лейбл: Portrait/CBS Records             | -                          | -                          | 64                         |
| 1986 | Born Tuff - Лейбл: Portrait/CBS Records                   | -                          | -                          | -                          |
| 1988 | File Under Rock - Лейбл: Blue Wave/Parlophone/EMI Records | -                          | 24                         | -                          |
| 1990 | Barefoot Soldier - Лейбл: Enigma Records (US)             | -                          | -                          | -                          |
| 1992 | Paintings of the Soul - Лейбл: Ice Records                | -                          | -                          | -                          |
| 1993 | Soca Baptism - Лейбл: RAS/Sanctuary Records               | -                          | -                          | -                          |
| 2001 | Hearts and Diamonds - Лейбл: Ice Records                  | -                          | -                          | -                          |
| 2006 | Reparation - Лейбл: Ice Records                           | -                          | -                          | -                          |

## Синглы
| Год  | Сингл                          | Наивысшая позиция в чартах | Наивысшая позиция в чартах | Наивысшая позиция в чартах | Наивысшая позиция в чартах | Наивысшая позиция в чартах | Наивысшая позиция в чартах | Наивысшая позиция в чартах | Наивысшая позиция в чартах | Сертификация                                   | Альбом                 |
| Год  | Сингл                          | UK                         | GER                        | IRE                        | NL                         | NZ                         | US                         | US Dan                     | US R&B                     | Сертификация                                   | Альбом                 |
| ---- | ------------------------------ | -------------------------- | -------------------------- | -------------------------- | -------------------------- | -------------------------- | -------------------------- | -------------------------- | -------------------------- | ---------------------------------------------- | ---------------------- |
| 1979 | Living on the Front Line       | 11                         | —                          | —                          | —                          | —                          | —                          | —                          | —                          |                                                | Walking on Sunshine    |
| 1979 | Walking on Sunshine            | —                          | —                          | —                          | —                          | —                          | —                          | —                          | 86                         |                                                | Walking on Sunshine    |
| 1980 | Do You Feel My Love            | 8                          | 12                         | 16                         | 8                          | 3                          | —                          | —                          | —                          | - Великобритания: серебряный                   | Can’t Get Enough       |
| 1981 | Can’t Get Enough of You        | 13                         | 22                         | 19                         | —                          | 26                         | —                          | —                          | —                          |                                                | Can’t Get Enough       |
| 1981 | I Love You, Yes I Love You     | 37                         | 58                         | —                          | —                          | —                          | —                          | —                          | —                          |                                                | Can’t Get Enough       |
| 1982 | I Don’t Wanna Dance            | 1                          | 7                          | 1                          | 2                          | 1                          | 53                         | —                          | —                          | - Великобритания: серебряный                   | Killer on the Rampage  |
| 1983 | Electric Avenue                | 2                          | 9                          | 3                          | 8                          | 32                         | 2                          | 6                          | 18                         | - Великобритания: серебряный - США: платиновый | Killer on the Rampage  |
| 1983 | War Party                      | 42                         | 47                         | 7                          | —                          | —                          | —                          | —                          | —                          |                                                | Killer on the Rampage  |
| 1983 | Till I Can’t Take Love No More | 42                         | 26                         | —                          | —                          | —                          | —                          | —                          | —                          |                                                | Going for Broke        |
| 1984 | Romancing the Stone            | 52                         | 42                         | —                          | —                          | 28                         | 26                         | 12                         | —                          |                                                | Going for Broke        |
| 1984 | Boys in the Street             | 78                         | —                          | —                          | —                          | —                          | —                          | —                          | —                          |                                                | Going for Broke        |
| 1988 | Gimme Hope Jo’anna             | 7                          | 4                          | —                          | 1                          | 3                          | —                          | —                          | —                          |                                                | File Under Rock        |
| 1988 | Harmless Piece of Fun          | 90                         | —                          | —                          | 76                         | —                          | —                          | —                          | —                          |                                                | File Under Rock        |
| 1988 | Put a Hold on It               | 79                         | —                          | —                          | —                          | —                          | —                          | —                          | —                          |                                                | File Under Rock        |
| 1989 | Walking on Sunshine            | 63                         | —                          | —                          | —                          | —                          | —                          | —                          | —                          |                                                | The Best of Eddy Grant |
| 2001 | Electric Avenue (ремикс)       | 5                          | 68                         | 11                         | 31                         | —                          | —                          | 16                         | —                          |                                                | The Greatest Hits      |
| 2001 | Walking on Sunshine (ремикс)   | 57                         | —                          | —                          | —                          | —                          | —                          | —                          | —                          |                                                | The Greatest Hits      |

## Дополнительные факты
- В 2005 году шведская певица Velvet записала композицию «Rock Down To (Electric Avenue)», припев для которой был взят из «Electric Avenue» Гранта. Сингл покорил национальный танцевальный чарт и получил известность за рубежом[17].